# Paul Tep Im Sotha
Paul Tep Im Sotha (Phnom Penh, Camboya, 1934 - cerca de Sisophon, provincia de Banteay Mean Chey, Camboya, 30 de abril de 1975) fue un sacerdote católico camboyano y primer obispo de la Prefectura Apostólica de Battambang.

## Biografía
Monseñor Paul Tep Im Sotha fue ordenado sacerdote en 1959 y estuvo a cargo de la parroquia de Santa María en Phnom Penh y luego convirtió, en 1968, en el primer camboyano en administrar la Prefectura Apostólica de Battambang al ser creada por el Papa Pablo VI.  Fue asesinado por los Jemeres Rojos junto con el padre Jean Badré (monje benedictino francés),  cerca de Sisophon junto a la carretera 5.
Forma parte de un grupo de 35 católicos que está en proceso de beatificación iniciado el 1 de mayo de 2015 por monseñor Olivier Schmitthaeusler, vicario apostólico de Phnom Penh.